# Andrés Eloy Blanco (Sucre)
Pour les articles homonymes, voir Andrés Eloy Blanco.
Andrés Eloy Blanco est l'une des quinze municipalités de l'État de Sucre au Venezuela. Son chef-lieu est Casanay. En 2011, la population s'élève à 25 652 habitants.

## Géographie

### Subdivisions
La municipalité est divisée en deux paroisses civiles avec, chacune à sa tête, une capitale (entre parenthèses) : 
- Mariño (Casanay) ;
- Rómulo Gallegos (San Vicente).